# Microstylum capucinum
Microstylum capucinum är en tvåvingeart som beskrevs av Jacques-Marie-Frangile Bigot 1878. Microstylum capucinum ingår i släktet Microstylum och familjen rovflugor. Inga underarter finns listade i Catalogue of Life.